# Capnia shepardi
Capnia shepardi är en bäcksländeart som beskrevs av Nelson, C.R. och Baumann 1987. Capnia shepardi ingår i släktet Capnia och familjen småbäcksländor. Inga underarter finns listade i Catalogue of Life.